# Diócesis de Đà Lạt
La diócesis de Đà Lạt (en latín: Dioecesis Dalaten(sis) y en vietnamita: Giáo phận Đà Lạt) es una circunscripción eclesiástica latina de la Iglesia católica en Vietnam, sufragánea de la arquidiócesis de Ho Chi Minh. La diócesis tiene al obispo Dominic Nguyen Van Manh como su ordinario desde el 14 de septiembre de 2019. 

## Territorio y organización
La diócesis tiene 9765 km² y extiende su jurisdicción sobre los fieles católicos de rito latino residentes en la provincia de Lâm Đồng.
La sede de la diócesis se encuentra en la ciudad de Đà Lạt, en donde se halla la Catedral de San Nicolás de Bari.
En 2021 en la diócesis existían 116 parroquias.

## Historia
La diócesis fue erigida el 24 de noviembre de 1960 con la bula Quod venerabiles del papa Juan XXIII, obteniendo el territorio del vicariato apostólico de Saigón (hoy arquidiócesis de Ho Chi Minh) y del vicariato apostólico de Kontum (hoy diócesis de Kontum).
El 21 de junio de 1967 cedió una parte de su territorio para la erección de la diócesis de Ban Mê Thuột mediante la bula Qui Dei benignitate del papa Pablo VI.

## Estadísticas
De acuerdo al Anuario Pontificio 2022 la diócesis tenía a fines de 2021 un total de 410 000 fieles bautizados.
| Año                                                                             | Población            | Población | Población      | Sacerdotes | Sacerdotes    | Sacerdotes    | Bautizados por sacerdote | Diáconos permanentes | Religiosos | Religiosos | Parroquias |
| Año                                                                             | Bautizados católicos | Total     | % de católicos | Total      | Clero secular | Clero regular | Bautizados por sacerdote | Diáconos permanentes | Varones    | Mujeres    | Parroquias |
| ------------------------------------------------------------------------------- | -------------------- | --------- | -------------- | ---------- | ------------- | ------------- | ------------------------ | -------------------- | ---------- | ---------- | ---------- |
| 1970                                                                            | 69 193               | 306 416   | 22.6           | 124        | 62            | 62            | 558                      |                      | 133        | 405        | 66         |
| 1980                                                                            | 100 000              | 400 000   | 25.0           | 115        | 75            | 40            | 869                      |                      | 67         |            | 42         |
| 1983                                                                            | 100 000              | 450 000   | 22.2           | 108        | 68            | 40            | 925                      |                      | 72         | 605        | 48         |
| 1999                                                                            | 236 350              | 1 000     | 23.6           | 129        | 87            | 42            | 1832                     |                      | 299        | 596        | 61         |
| 2000                                                                            | 250 669              | 1 000     | 25.1           | 126        | 83            | 43            | 1989                     |                      | 238        | 529        | 61         |
| 2001                                                                            | 258 252              | 1 020 602 | 25.3           | 129        | 82            | 47            | 2001                     |                      | 163        | 523        | 71         |
| 2002                                                                            | 259 901              | 1 085 277 | 23.9           | 137        | 87            | 50            | 1897                     |                      | 164        | 556        | 71         |
| 2003                                                                            | 281 593              | 1 085 277 | 25.9           | 140        | 87            | 53            | 2011                     |                      | 162        | 574        | 71         |
| 2004                                                                            | 299 778              | 1 119 991 | 26.8           | 140        | 86            | 54            | 2141                     |                      | 191        | 595        | 71         |
| 2006                                                                            | 299 339              | 1 169 925 | 25.6           | 169        | 91            | 78            | 1771                     |                      | 290        | 732        | 70         |
| 2013                                                                            | 364 372              | 1 300 000 | 28.0           | 253        | 144           | 109           | 1440                     |                      | 449        | 871        | 86         |
| 2016                                                                            | 372 853              | 1 365 000 | 27.3           | 285        | 162           | 123           | 1308                     |                      | 439        | 1033       | 96         |
| 2019                                                                            | 390 854              | 1 400 000 | 27.9           | 314        | 171           | 143           | 1244                     |                      | 424        | 1142       | 105        |
| 2021                                                                            | 410 000              | 1 400 000 | 28.5           | 340        | 173           | 167           | 1205                     |                      | 504        | 1052       | 116        |
| Fuente: Catholic-Hierarchy, que a su vez toma los datos del Anuario Pontificio. |                      |           |                |            |               |               |                          |                      |            |            |            |

## Episcopologio
- Simon Hoa Nguyên-van Hien † (24 de noviembre de 1960-5 de septiembre de 1973 falleció)
- Barthélémy Nguyên Son Lâm, P.S.S. † (30 de enero de 1975-23 de marzo de 1994 nombrado obispo de Thanh Hóa)
- Pierre Nguyên Văn Nhon (23 de marzo de 1994 por sucesión-22 de abril de 2010 nombrado arzobispo coadjutor de Hanói)
- Antoine Vu Huy Chuong (1 de marzo de 2011-14 de septiembre de 2019 retirado)
- Dominic Nguyen Van Manh, por sucesión el 14 de septiembre de 2019